# Ласзе
Ласзе (нем. Lassee) — ярмарочная коммуна (нем. Marktgemeinde) в Австрии, в федеральной земле Нижняя Австрия.
Входит в состав округа Гензерндорф. Население составляет 2466 человек (на 31 декабря 2005 года). Занимает площадь 55,62 км². Официальный код — 30830.

## Политическая ситуация
Бургомистр коммуны — ДИ Карл Грамманич по результатам выборов 2005 года.
Совет представителей коммуны (нем. Gemeinderat) состоит из 21 места.
- АНП занимает 12 мест.
- СДПА занимает 8 мест.
- АПС занимает 1 место.